# Marokko op de Olympische Zomerspelen 1984
Marokko nam deel aan de Olympische Zomerspelen 1984 in Los Angeles, Verenigde Staten. Voor het eerst in de geschiedenis werden er gouden medailles gewonnen, in het atletiek. 

## Deelnemers en resultaten
(m) = mannen, (v) = vrouwen 

### Atletiek
| Olympiër            | Onderdeel       | Resultaat | Prestatie                                                                               |
| ------------------- | --------------- | --------- | --------------------------------------------------------------------------------------- |
| Faouzi Lahbi        | 800m (m)        | 17e       | serie 4: 2de in 1.47,81 kwartfinale 1: 5de in 1.45,67                                   |
| Faouzi Lahbi        | 1500m (m)       | 35e       | serie 1: 6de in 3.47,54                                                                 |
| Saïd Aouita         | 5000m (m)       | Goud      | serie 2: 4de in 13.45,66 halve finale 2: 1ste in 13.28,39 finale: 1ste in 13.05,59 (OR) |
|                     |                 |           |                                                                                         |
| Nawal El-Moutawakel | 400m horden (v) | Goud      | serie 2: 1ste in 56,49 halve finale 2: 3de in 55,65 finale: 1ste in 54,61               |

### Boksen
| Olympiër        | Onderdeel   | Resultaat | Prestatie                                                                           |
| --------------- | ----------- | --------- | ----------------------------------------------------------------------------------- |
| Mahjoub M'jirih | -48kg (m)   | 17e       | 1ste ronde: V van ESP Gómez: 2-3                                                    |
| Mustapha Fadli  | -60kg (m)   | 33e       | 1ste ronde: V van COL Gutteriez: 0-5                                                |
| Hassan Lahmar   | -63,5kg (m) | 17e       | 1ste ronde: vrij 2de ronde: V van SWE Sjøstrand: scheidsrechterlijke beslissing     |
| Abdellah Tibazi | -71kg (m)   | 9e        | 1ste ronde: vrij 2de ronde: W van BEN Wehinto: 5-0 3de ronde: V van ZAM Kapopo: 2-3 |

### Judo
| Olympiër            | Onderdeel | Resultaat | Prestatie                                                          |
| ------------------- | --------- | --------- | ------------------------------------------------------------------ |
| Abdel Hamid Slimani | -60kg (m) | 12e       | 1ste ronde: W van LIB Estephan 2de ronde: V van ITA Mariani        |
| Mohamed Maach       | -71kg (m) | 20e       | 1ste ronde: vrij 2de ronde: V van CMR Ndemba: ippon                |
| Hamza Doublali      | -75kg (m) | 12e       | 1ste ronde: W van PUR Fuentes 2de ronde: V van NED Spijkers: ippon |

### Voetbal
| Olympiër | Onderdeel | Resultaat | Prestatie                                                                                     |
| --- | --------- | --------- | --------------------------------------------------------------------------------------------- |
| Ezaki Badou Saad Dahan Abdelmajid Lands Mostafa Elbiyaz Noureddine Bouyahiaoui Abdelmajid Dolmy Mustapha Elhadaoui Driss Mouttaqui Hassan Hanini Mohammed Timoumi Khalid Elbied Salaheddine Hmied Mustapha Merry Mohamed Safri Lahcen Ouadani Hamid Janina Abdeslam Elghrissi | mannen    | 9e        | groep C: 3de V van Bondsrepubliek Duitsland: 0-2 W van Saoedi-Arabië: 1-0 V van Brazilië: 0-2 |

| Groep C |                          |             |             |             |             |            |            |            |        |
| #       | Land                     | Wedstrijden | Wedstrijden | Wedstrijden | Wedstrijden | Doelpunten | Doelpunten | Doelpunten | Punten |
| #       | Land                     | G           | W           | G           | V           | V          | T          | Saldo      | Punten |
| 1       | Brazilië                 | 3           | 3           | 0           | 0           | 6          | 1          | +5         | 6      |
| 2       | Bondsrepubliek Duitsland | 3           | 2           | 0           | 1           | 8          | 1          | +7         | 4      |
| 3       | Marokko                  | 3           | 1           | 0           | 2           | 1          | 4          | -3         | 2      |
| 4       | Saoedi-Arabië            | 3           | 0           | 0           | 3           | 1          | 10         | -9         | 0      |

| Ronde      | Datum    | Plaats                   | Land | Score         | Land |
| ---------- | -------- | ------------------------ | ---- | ------------- | ---- |
| Groepsfase |          |                          |      |               |      |
| 30 juli    | Stanford | Bondsrepubliek Duitsland | 2-0  | Marokko       |      |
| 1 augustus | Pasadena | Marokko                  | 1-0  | Saoedi-Arabië |      |
| 3 augustus | Pasadena | Marokko                  | 0-2  | Brazilië      |      |

### Wielersport
| Olympiër           | Onderdeel        | Resultaat | Prestatie      |
| ------------------ | ---------------- | --------- | -------------- |
| Mustapha Afandi    | wegwedstrijd (m) | DNF       | niet gefinisht |
| Brahim Ben Bouilla | wegwedstrijd (m) | DNF       | niet gefinisht |
| Mustapha Najjari   | wegwedstrijd (m) | 54e       | 5:22.27        |
| Ahmed Rhail        | wegwedstrijd (m) | DNF       | niet gefinisht |

### Worstelen
| Olympiër             | Onderdeel      | Resultaat      | Prestatie                                                                            |
| Grieks-Romeins       | Grieks-Romeins | Grieks-Romeins | Grieks-Romeins                                                                       |
| -------------------- | -------------- | -------------- | ------------------------------------------------------------------------------------ |
| Abdel Malek El-Aouad | -48kg (m)      | 11e            | groep B: 6de V van KOR Jun                                                           |
| Ali Lachkar          | -57kg (m)      | 13e            | groep A: 7de V van JPN Eto: 1-3 V van GRE Holidis: 0-3                               |
| Brahim Loksairi      | -62kg (m)      | 13e            | groep B: 7de W van AUT Nigsch: 3-1 V van JPN Osanai: 0,5-3,5 V van FIN Lahtinen: 0-4 |
| Saïd Souaken         | -68kg (m)      | 9e             | groep A: 5de V van ROU Negrişan: 1-3 V van AUT Streitler: 1-3                        |
| Abdel Aziz Tahir     | -74kg (m)      | 11e            | groep B: 6de V van YUG Kasap: 0,5-3,5 V van EGY Hamad: 1-3                           |

Algerije · Amerikaanse Maagdeneilanden · Andorra · Antigua en Barbuda · Argentinië · Australië · Bahama’s · Bahrein · Bangladesh · Barbados · België · Belize · Benin · Bermuda · Bhutan · Birma · Bolivia · Bondsrepubliek Duitsland · Botswana · Brazilië · Britse Maagdeneilanden · Canada · Centraal-Afrikaanse Republiek · Chili · China · Chinees Taipei · Colombia · Congo-Brazzaville · Costa Rica · Cyprus · Denemarken · Djibouti · Dominicaanse Republiek · Ecuador · Egypte · El Salvador · Equatoriaal-Guinea · Fiji · Filipijnen · Finland · Frankrijk · Gabon · Gambia · Ghana · Grenada · Griekenland · Groot-Brittannië · Guatemala · Guinee · Guyana · Haïti · Honduras · Hongkong · Ierland · IJsland · India · Indonesië · Irak · Israël · Italië · Ivoorkust · Jamaica · Japan · Joegoslavië · Jordanië · Kaaimaneilanden · Kameroen · Kenia · Koeweit · Lesotho · Libanon · Liberia · Liechtenstein · Luxemburg · Madagaskar · Malawi · Maleisië · Mali · Malta · Marokko · Mauritanië · Mauritius · Mexico · Monaco · Mozambique · Nederland · Nederlandse Antillen · Nepal · Nicaragua · Nieuw-Zeeland · Niger · Nigeria · Noord-Jemen · Noorwegen · Oeganda · Oman · Oostenrijk · Pakistan · Panama · Papoea-Nieuw-Guinea · Paraguay · Peru · Portugal · Puerto Rico · Qatar · Roemenië · Rwanda · Salomonseilanden · Samoa · San Marino · Saoedi-Arabië · Senegal · Seychellen · Sierra Leone · Singapore · Soedan · Somalië · Spanje · Sri Lanka · Suriname · Swaziland · Syrië · Tanzania · Thailand · Togo · Tonga · Trinidad en Tobago · Tsjaad · Tunesië · Turkije · Uruguay · Venezuela · Verenigde Arabische Emiraten · Verenigde Staten · Zaïre · Zambia · Zimbabwe · Zuid-Korea · Zweden · Zwitserland